# Niklas Feierabend
Niklas Feierabend (* 28. April 1997 in Hannover; † 1. Mai 2016 bei Pattensen) war ein deutscher Fußballspieler, der seit 2005 die Jugendmannschaften von Hannover 96 durchlief, in der B-Junioren- und in der A-Junioren-Bundesliga spielte sowie seit der Saison 2015/16 bei der Profimannschaft unter Vertrag stand. Er kam am 1. Mai 2016 bei einem Autounfall ums Leben.

## Leben
Feierabend kam als einziges Kind seiner Eltern in Hannover zur Welt und wuchs im Stadtteil Wettbergen auf. Im Jahr 2015 absolvierte er sein Abitur an der Partnerschule von Hannover 96, der Carl-Friedrich-Gauß-Schule Hemmingen, und startete daraufhin ein Freiwilliges Soziales Jahr an der Schule, das er im Februar 2016 beendete. Er lebte bis zu seinem Tod in Hemmingen.

### Karriere
Feierabend begann seine Karriere in seiner Heimatstadt in der F-Jugend des Hannoveraner Stadtteilvereins TuS Wettbergen, bei dem er bis 2005 blieb. Danach durchlief er ab der Saison 2005/06 alle Jugendmannschaften von Hannover 96. In der Saison 2013/14 spielte er bei der U16 in der Niedersachsenliga, mit der er am Saisonende auf dem 2. Platz rangierte. Er spielte in dieser Saison auch zweimal für die U17-Mannschaft in der B-Junioren-Bundesliga. Zur Saison 2014/15 übersprang der Mittelfeldspieler ein Jahr der B-Jugend und wurde von Daniel Stendel, der als sein größter Förderer galt, in die U19-Mannschaft in die Bundesliga Nord/Nordost aufgenommen. Sein erstes Punktspiel für die A-Junioren bestritt er am 9. August 2014, dem 1. Spieltag, beim 6:2-Sieg beim FC Carl Zeiss Jena, sein erstes Tor schoss er am 25. Oktober 2014 im Spiel gegen Rot-Weiß Erfurt (1:1). In dieser Saison konnte Feierabend sich als Stammspieler durchsetzen und verpasste nur eines von 26 Spielen wegen einer Gelbsperre. Er wurde mit Hannover 96 hinter RB Leipzig Vizemeister in der A-Junioren-Bundesliga Nord/Nordost und steuerte sieben Tore und fünf Vorlagen bei.
Ab der Saison 2015/16 trainierte der Mittelfeldspieler regelmäßig mit der Profimannschaft von Hannover 96 und spielte auch in mehreren Testspielen, u. a. gegen den VfV 06 Hildesheim (2:0) und Arminia Bielefeld (1:2). Feierabend reiste im Januar 2016 mit den Profis ins Trainingslager nach Belek in die Türkei. Dabei kam er sowohl in den Testspielen gegen Hertha BSC (0:1) und den VfB Stuttgart (0:2) zum Einsatz. Am 17. Februar 2016 unterschrieb er einen Vertrag bis 2018 bei den Profis von Hannover 96. und erhielt die Rückennummer 36. Der sportliche Leiter, Christian Möckel, betonte:

„[Niklas Feierabend] ist ein sehr hoffnungsvolles Talent mit bundesligatauglichen Qualitäten und einer hohen Auffassungsgabe.“

Nachdem er in der Länderspielpause wieder in drei Testspielen zum Einsatz gekommen war und drei Tore erzielt hatte, darunter zwei Treffer im Spiel gegen den Heesseler SV (9:4), stand Feierabend rund eineinhalb Monate nach seiner Vertragsunterzeichnung gegen den Hamburger SV (0:3) am 2. April und gegen Hertha BSC (2:2) am 8. April 2016 als Ersatzspieler im Kader der Profis, wurde jedoch nicht eingesetzt. Mit der U19, zu deren Mannschaftskapitän Feierabend im Februar 2016 nach der Suspendierung von Marcel Langer ernannt wurde, kam er 2016 bis ins DFB-Junioren-Vereinspokal-Finale. Im Wettbewerb erzielte er in vier Spielen vier Tore und gab drei Torvorlagen; in der Bundesliga gelangen ihm in 23 Partien elf Tore. Sein letztes Spiel absolvierte Feierabend am 30. April 2016 gegen RB Leipzig (3:1), in dem er in der 30. Minute wegen einer Platzwunde ausgewechselt wurde.
Am 21. Mai 2016 gewann seine frühere Mannschaft das Finale des DFB-Junioren-Vereinspokals mit 4:2 gegen Hertha BSC. Bei der Siegerehrung trug Kapitän Maurice Springfeld ein Trikot seines verstorbenen Mannschaftskollegen Feierabend mit der Rückennummer 15.

### Tod
Nachdem er am Abend des 30. April 2016, einem Samstag, seinen 19. Geburtstag nachgefeiert hatte, war Feierabend in den frühen Morgenstunden des 1. Mai 2016 mit vier weiteren Personen (drei Männern und einer Frau) im Alter von 18 bis 21 Jahren als Mitfahrer in einem Auto unterwegs. Zunächst waren sogar sieben Personen im Fahrzeug unterwegs, zwei Mitfahrer waren vor dem Unfall ausgestiegen.
Gegen 5:45 Uhr prallte das Auto zwischen den Ortschaften Hiddestorf und Pattensen ohne Fremdeinwirkung gegen einen Baum. Feierabend und zwei weitere Mitfahrer, die alle nicht angeschnallt auf der Rückbank des Opel Astra saßen, erlitten tödliche Verletzungen und starben noch am Unfallort. Der Fahrer wurde schwer, der Beifahrer leicht verletzt.
Über Feierabends Tod wurde bundesweit und international in vielen Medien berichtet. Nach dem Bekanntwerden seines Todes wurden der 96-Renntag auf der Pferderennbahn Neue Bult in Langenhagen sowie das Regionalligaspiel der zweiten Mannschaft von Hannover beim VfV Hildesheim kurzfristig abgesagt. Zudem wurde vor der Ehrung Marvin Schwäbes zu Niedersachsens Fußballer des Jahres in einer Schweigeminute seiner gedacht. Auch beim darauffolgenden Bundesligaspiel von Hannover gegen die TSG 1899 Hoffenheim am 7. Mai 2016 wurde Niklas Feierabend geehrt; die Heimmannschaft lief geschlossen in Trikots mit Feierabends Rückennummer 36 ein, bevor für ihn geklatscht wurde. Am 11. Mai fand eine Gedenkfeier in der Trinitatis-Kirche in Hemmingen-Westerfeld statt. Der Theologe Michael Wohlers hielt die Predigt vor rund 200 Trauergästen. Die anschließende Urnenbestattung wurde im engsten Familienkreis durchgeführt.
Da beim Unfallfahrer eine Blutalkoholkonzentration von 1,1 Promille – nach anderen Berichten 1,8 Promille – festgestellt worden war, ermittelte die Staatsanwaltschaft gegen ihn wegen des Verdachts auf fahrlässige Tötung. Im Februar 2017 wurde er vom Amtsgericht Hannover zu einer Bewährungsstrafe von einem Jahr und acht Monaten, zur Zahlung eines Schmerzensgeldes von je 1500 Euro an die Eltern der drei getöteten Personen und einem Fahrverbot von 15 Monaten verurteilt. Das Oberlandesgericht Celle hob das Urteil auf, weil nicht geklärt worden sei, ob das Fahren unter Alkoholeinfluss die alleinige Unfallursache gewesen sei. Bei der Revisionsverhandlung wurde der Fahrer Anfang 2018 erneut zu einer Bewährungsstrafe von 20 Monaten verurteilt.
Zum 5. Todestag am 1. Mai 2021 sowie zum 7. Todestag am 1. Mai 2023 und zum 9. Todestag am 1. Mai 2025 erinnerte der Verein Hannover 96 auf seiner Homepage an Niklas Feierabend.

## Niklas-Feierabend-Preis
Seit 2018 wird der Niklas-Feierabend-Preis von der Carl-Friedrich-Gauß-Schule Hemmingen und Hannover 96 vergeben. Mit dem Preis werden Schüler geehrt, die neben der erfolgreichen Entwicklung im Leistungssport auch hohes schulisches Engagement aufweisen.

## Erfolge
- DFB-Junioren-Vereinspokalsieger: 2016 (posthum)
- Norddeutscher A-Junioren-Vizemeister: 2015